# Маренников, Леонид Семёнович
Леонид Семёнович Маренников (9 июня 1912, Кузнецк, Саратовская губерния — 27 июля 2005, Киев) —  советский актёр, заслуженный артист Узбекской ССР, В 1937—1946 годах — актёр Ташкентского русского драматического театра (1937 — 1946), актёр Одесского русского драматического театра имени А. Иванова (1947 — 1991)

## Биография
Родился в 1912 году в Кузнецке Пензенской губернии в крестьянской семье.
В 1933 году окончил в Москве театральное училище при Камерном театре, преподаватели Александр Таиров и Алиса Коонен.
Несколько лет играл в московских театрах: актёр театра братьев Адельгейм (1933—1934), Камерного театра (1936—1937).
Затем актёр Ташкентского русского драматического театра (1937—1946), актёр Вильнюсского русского драматического театра (1946—1947).
В дальнейшем на протяжении более 40 лет — в 1947—1991 годах — актёр Одесского русского драматического театра имени А. Иванова.
Выступал в комедийных, трагикомедийных жанрах, фарса и гротеска. Играл Остапа Бендера в «12 стульях», Курочкина в спектакле «Свадьба с приданым», Старика в одноимённой пьесе Максима Горького, Хлестакова в «Ревизоре», даже Гитлера в пьесе «Когда мертвые оживают» Ивана Рачады с чем связан одесский анекдот: «и на каждом спектакле стоило „Гитлеру“ выйти на сцену, как зал тут же взрывался аплодисментами».
Сыграл ряд ролей в кино в фильмах Одесской киностудии, обычно эпизодичных и не указываемых в титрах.
В 1991 году вышел на пенсию, жил в киевском Доме ветеранов сцены им. Н. Ужвий, умер в 2005 году.
Жена — актриса Вера Александровна Кулакова.

## Награды
Звание  «Заслуженный артист Узбекской ССР» (1940).

## Фильмография
- 1954 — Запасной игрок — корреспондент (нет в титрах)
- 1956 — Кони не виноваты (к/м) — Дольский
- 1957 — Белая акация — режиссёр (нет в титрах)
- 1959 — Неподдающиеся — официант
- 1963 — Первый троллейбус — эпизод (нет в титрах)
- 1965 — От семи до двенадцати — эпизод (новелла «Чёрный котёнок», нет в титрах)
- 1966 — Формула радуги — работник цирка (нет в титрах)
- 1970 — А человек играет на трубе — экзаменатор
- 1977 — Волшебный голос Джельсомино — «первый „врач“»
- 1978 — Фотографии на стене — гость (нет в титрах)
- 1979 — Д'Артаньян и три мушкетёра — хозяин трактира (нет в титрах)
- 1982 — Разбег — эпизод (нет в титрах)
- 1984 — День рождения (к/м) — бдительный прохожий
- 1985 — В поисках капитана Гранта (СССР, Болгария) — эпизод
- 1985 — Матрос Железняк — пожилой матрос (нет в титрах)
- 1987 — В Крыму не всегда лето — врач (нет в титрах)